# Come una morsa
Come una morsa (titolo originale Jonah's Luck, 1906) è un romanzo giallo di Fergus Hume. È stato pubblicato per la prima volta in Italia nella collana Il Giallo Economico Classico.

## Trama
John Herries, giovane e sfortunato medico, si sveglia una mattina, dopo aver passato la notte nella nebbia più fitta della campagna londinese e aver trovato riparo in un albergo di dubbia fama, con un rasoio insanguinato tra le mani e un morto nella stanza accanto.

## Edizioni in italiano
- Fergus Hume, Come una morsa, Compagnia del giallo, Roma 1993
- Fergus Hume, Come una morsa, Gruppo Newton, Roma 1993
- Fergus Hume, Come una morsa, De Agostini, Novara 2006, stampa 2007